# Tournoi de San Salvador
 (mars 2025).
Si vous disposez d'ouvrages ou d'articles de référence ou si vous connaissez des sites web de qualité traitant du thème abordé ici, merci de compléter l'article en donnant les références utiles à sa vérifiabilité et en les liant à la section « Notes et références ».
Le Tournoi de San Salvador est une compétition de judo organisée tous les ans à San Salvador au Salvador par la PJC (Panamerican Judo Confederation) faisant partie de la Coupe du monde de judo masculine et féminine. Elle se déroule au cours du mois de juin ou juillet.

## Palmarès Hommes
| Pan American Open | Pan American Open | Pan American Open      | Pan American Open     | Pan American Open      | Pan American Open | Pan American Open | Pan American Open   |
| Année             | -60 kg            | -66 kg                 | -73 kg                | -81 kg                 | -90 kg            | -100 kg           | +100 kg             |
| ----------------- | ----------------- | ---------------------- | --------------------- | ---------------------- | ----------------- | ----------------- | ------------------- |
| 2016              | Vitor Carvalho    | Thomas Lissens         | Eduardo Barbosa       | Jack Hatton            | Matthew Koch      | Clément Delvert   | Ajax Tadehara       |
| 2015              | Allan Kuwabara    | Ricardo Santos         | Daniel Williams       | Emmanuel Lucenti       | Colton Brown      | Hector Campos     | Freddy Figueroa     |
| 2014              | Lenin Preciado    | Antoine Bouchard       | Everet Desilets       | Antoine Valois-Fortier | Aleksandar Kukolj | Flavio Orlik      | Walter Santos       |
| 2013              | Eric Takabatake   | Charles Chibana        | Dirk Van Tichelt      | Emmanuel Lucenti       | Eduardo Santos    | Rafael Buzacarini | Benjamin Harmegnies |
| World Cup         |                   |                        |                       |                        |                   |                   |                     |
| Année             | -60 kg            | -66 kg                 | -73 kg                | -81 kg                 | -90 kg            | -100 kg           | +100 kg             |
| 2012              | Fredy Lopez       | Vinicius Sakamoto Leal | Etienne Briand        | Maksim Buga            | Sergey Kozel      | Matheus Da Silva  | Otero Villalobos    |
| 2011              | Breno Alves       | Ricardo Valderrama     | Krzysztof Wilkomirski | Antonio Ciano          | Alexandre Emond   | Lukáš Krpálek     | Daniel Hernandes    |
| 2010              | Nabor Castillo    | Luiz Revite            | Nick Delpopolo        | Nacif Elias            | Hector Campos     | Kyle Vashkulat    | David Moura         |

## Palmarès Femmes
| Pan American Open | Pan American Open | Pan American Open     | Pan American Open           | Pan American Open | Pan American Open | Pan American Open | Pan American Open |
| Année             | -48 kg            | -52 kg                | -57 kg                      | -63 kg            | -70 kg            | -78 kg            | +78 kg            |
| ----------------- | ----------------- | --------------------- | --------------------------- | ----------------- | ----------------- | ----------------- | ----------------- |
| 2016              | Summer Truong     | Jessica Pereira       | Amelia Fulgentes            | Alexia Castilhos  | Chantal Wright    | -                 | Nina Cutro-Kelly  |
| 2015              | Andrea Gomez      | Ecaterina Guica       | Catherine Beauchemin-Pinard | Stéfanie Tremblay | Alix Renaud-Roy   | Samanta Soares    | Nina Cutro-Kelly  |
| 2014              | Edna Carrillo     | Raquel Silva          | Catherine Beauchemin-Pinard | Hilde Drexler     | Bernadette Graf   | Catherine Roberge | Vanessa Zambotti  |
| 2013              | Nathalia Brigida  | Raquel Silva          | Flavia Gomes                | Faith Pitman      | Maria Rojas       | Samantha Bleier   | Sarah Adlington   |
| World Cup         |                   |                       |                             |                   |                   |                   |                   |
| Année             | -48 kg            | -52 kg                | -57 kg                      | -63 kg            | -70 kg            | -78 kg            | +78 kg            |
| 2012              | Edna Carrillo     | Audree Francis Methot | Tina Zeltner                | Hannah Martin     | Bernadette Graf   | Diana Chala       | Non disputée      |
| 2011              | Taciana Lima      | Ilse Heylen           | Rafaela Silva               | Marijana Miskovic | Katarzyna Klys    | Amy Cotton        | Melissa Mojica    |
| 2010              | Paula Pareto      | Andressa Fernandes    | Marti Malloy                | Camila Minakawa   | Verónica Mendoza  | Kayla Harrison    | Vanessa Zambotti  |